# Тополі Стебницького
Топо́лі Стебни́цького — ботанічна пам'ятка природи місцевого значення в Україні. Об'єкт природно-заповідного фонду Житомирської області. 
Розташована в межах Хорошівського району Житомирської області, в селі Стебниця. 
Площа 0,01 га. Статус отриманий у 1997 році. Перебуває у віданні СТОВ «Радичі». 
Статус надано для збереження трьох велетенських дерев тополі білої віком 150—200 року. Обхват стовбурів на висоті 1,2 м. сягає 3,95—4,45 м. Тополі зростають на місці колишнього маєтку пана Стебницького. 